# Rafał Ślusarz
Rafał Józef Ślusarz (ur. 19 marca 1962 w Lublinie) – polski polityk, lekarz, senator VI, IX i X kadencji.

## Życiorys
W 1987 ukończył studia na Akademii Medycznej we Wrocławiu, uzyskał następnie specjalizację drugiego stopnia z zakresu chorób wewnętrznych i pierwszego stopnia z zakresu psychiatrii. Od 1987 pracował w szpitalu w Gryfowie Śląskim, w 2002 został zastępcą dyrektora w ZOZ w Lwówku Śląskim.
W latach 1996–2001 był członkiem Unii Polityki Realnej. W wyborach parlamentarnych w 1997 bez powodzenia ubiegał się z ramienia tego ugrupowania o mandat poselski w województwie jeleniogórskim. Następnie przystąpił do Prawa i Sprawiedliwości. Od 1998 do 2005 zasiadał w radzie powiatu lwóweckiego (w I kadencji jako przewodniczący). Z listy PiS w wyborach parlamentarnych w 2001 bezskutecznie kandydował do Sejmu, a w wyborach w 2005 uzyskał mandat senatorski w okręgu legnickim. W wyborach parlamentarnych w 2007 bez powodzenia ubiegał się o reelekcję.
W 2004, 2009 i 2019 bezskutecznie kandydował do Parlamentu Europejskiego, a w 2011 ponownie do Sejmu. W 2010 został radnym powiatu, utrzymał mandat również w 2014. W 2015 i 2019 był ponownie z ramienia PiS wybierany do Senatu, otrzymując w okręgu nr 1 odpowiednio 34 858 głosów oraz 45 420 głosów. W Senacie X kadencji został wiceprzewodniczącym Komisji Obrony Narodowej oraz członkiem Komisji Środowiska. W 2023 nie uzyskał senackiej reelekcji. W 2024 ponownie wybrany na radnego powiatu lwóweckiego.
Jest żonaty, ma czworo dzieci. Jest kawalerem Zakonu Rycerskiego Grobu Bożego w Jerozolimie.